# Département de Bignona
Le département de Bignona est l'un des trois départements de la région de Ziguinchor, dans la région traditionnelle de Casamance située au sud du Sénégal.

## Administration
Le chef-lieu du département est la ville de Bignona.
Les quatre arrondissements sont :
- Arrondissement de Kataba 1, créé en 2008 (anciennement Arrondissement de Diouloulou)
- Arrondissement de Sindian
- Arrondissement de Tendouck
- Arrondissement de Tenghory

Trois localités ont le statut de commune :
- Bignona
- Thionck Essyl
- Diouloulou

## Géographie
12° 49′ 48″ N, 16° 14′ 24″ O : vue satellite du Département de Bignona.

## Subdivisions
Les 3 principales communes de ce département sont : Bignona, Thionck Essyl et Diouloulou
| Kataba 1 | Djinaky | Kafountine |
| --- | --- | --- |
| 35 villages : - Bandjikaki - Bani Israël - Barakesse - Bourome - Coubanack - Coudioube - Coulandiang - Coulobori - Councoudiang - Courame - Daroul Khayri - Darsalam Chérif - Diénoucounda - Dimbaya - Djibara - Djilacoumoune - Dombodir - Kabadio - Kataba 1 - Kataba 2 - Katack - Koba Séléty - Macouda - Madina Birassou - Madina Daffé - Mahmouda Diola - Niafourang - Poukène - Samboulandiang - Séléty - Suzana - Tambacounda - Tambouille - Touba - Woniack | 25 villages : - Badiana - Baline - Balonguine - Baranlir - Belaye - Biti Biti - Bricamanding - Coussabel - Diounoug - Djinaky - Djinoundié - Djinone - Ebinako - Ebinkine - Essom Silathiaye - Kabiline - Kakaré - Kariaye - Karongue - Kateum Teum - Mahmouda Chérif - Mongone - Ndembane - Tandine - Wangaran | 19 villages : - Abéné - Albadar - Bakassouk - Boko - Boune - Couba - Coumbaloulou - Diannah - Diogué - Haer - Hillol - Hitou - Kafountine - Kailo - Kassel - Kolomba - Mantate - Niomoune - Saloulou |

| Djibidione CR | Oulampane CR |  | Sindian CR | Suelle CR |
| --- | --- |  | --- | --- |
| 59 villages : - Badioncoto Comboli - Baïpeul Frontière - Baïpeung - Bakighaye - Baligname - Balla-Bassène - Balla-Djifalone - Balla-Djiring - Balla-Ougonor - Bassane - Batinding-boudiakère - Batinding-Diémé - Boulayotte - Boulélaye - Boulighoye - Bouliwaye - Brindiago - Broundène - Diaboudior-Frontière - Diaboudior-Tangal - Diacoye-Comboly - Diocadou - Djibiame - Djibidione - Djifanga - Djigoudière - Djiguirone - Djikesse-Kampoudoune - Djilanfary - Djinéa-Diaguibé - Djinéa-Djilacounda - Djinèrev-Niabe - Djiondji - Djiral - Djireme - Djiter - Elob Nadjedian - Elole - Elole-madiédiam - Grand-kanao - Kabounkoute - Kadialouck - Kaégha - Kaléou - Karanaye - Karounor-Djiragone - Karounor-Narang - Katinoro-kaéghor - Kona - Kourègue - Massara - Neine - Néma-Djinaré - Niaïré - Niallé - Ougonor - Oupeuth - Petit-balandine - Sitoukène - Siwol - Tambacounda B - Toukara | 48 villages : - Balankine - Balankine Nord - Bassène Kansana - Bassène Mandouer - Bouto - Bougoutoub Bany - Bougoutoub Djinoubor - Boukékoum - Boundiangatte - Diabir - Diagoper - Dialankine - Dialinkine - Diamaye-Inor - Diamaye-Konsana - Diango - Dioudian Kaléou - Djibo - Djidjirone - Djilonguia - Djinoubor - Djipakoum - Grand Koulaye - Groungoulong - Kaloubaloub - Kandiadiou - Kandialong - Kanfounda - Kankandy - Katimba - Kindiong - Koudioughor - Koulican - Koundioughor - Manbigué Kantafort - Manpalago - Mararan - Marougou - Nialokane - Ouel Kalir - Ouel Mondaye - Oulampane - Silinkine - Sinko - Tandouboune - Yabocounda |  | 19 villages : - Bouyème - Diagongue - Djediel - Djinal - Djinéa-Sibogola - Djiniper - Kagnarou - Kakène - Kourouk - Leufeu - Matankigne - Medjedje - Ouniock - Pendite - Sibogola - Silick - Sindian - Tankoron - Tendine | 16 villages : - Baïla - Balandine - Batong - Caparan - Diaboudior - Diacoye-Banda - Diatang - Diongol - Djilacounda - Ghoniame - Katinong - Katoudié - Kindieng - Niankitte - Suelle - Talloum |

| Balinghor CR                                            | Diégoune CR                                   | Kartiack CR                                          | Mangagoulack CR                                                                                            | Mlomp CR                                 | Thionck Essyl               |
| ------------------------------------------------------- | --------------------------------------------- | ---------------------------------------------------- | --- | ---------------------------------------- | --------------------------- |
| 4 villages : - Bagaya - Balinghor - Mandégane - Diourou | 3 villages : - Diégoune - Djimande - Kagnobon | 4 villages : - Bassire - Dianki - Kartiack - Thiobon | 8 villages : - Affiniam - Bodé - Boutem - Bouthégol - Diatock - Djilapaô - Elana - Mangagoulack - Tendouck | 2 villages : - Mlomp (Bignona) - Edjamat | 1 commune : - Thionck Essyl |

| Coubalan CR | Niamone CR | Ouonck CR | Tenghory CR |
| --- | --- | --- | --- |
| 13 villages : - Boulindieng - Boureck - Boutolatte - Carrefour Djilacoune ? - Coubalan - Coubanao - Dioubour - Djiguinoume - Djilacoune - Djining ? - Fangoumé ? - Fintiock - Hatioune - Kafaye ? - Karamba - Mandouar I - Medina Yacine Ba ? - Niandane - Tapilane | 10 villages : - Baghagha - Colomba N - Diagobel - Diandialate - Diengue - Gérina - Kandiou - Niamone - Tabi - Tobor | 24 villages : - Babatte - Balenkine-Sud - Bouhinor - Boulendor - Bouyal - Congoly - Diagno - Diagour - Djikoutang - Djinoubor O - Djiringoumane - Ghamoune - Kigninding - Mandouard II - Ndiagne - Ndiéba - Oufoulo - Ouonck - Santack - Sindialong - Souda - Togho | 34 villages : - Badiouré - Bani - Bindago - Boutolate - Diakine - Diarone - Diourou - Djilonding - Djimakakor - Djiticoubong - Djiwa - Edjilaye - Falméré - Francounda - Ghoniame - Kafesse - Kassila - Khaoudiou - Koutenghor - Mangoulène centre - Mangoulène Dioga - Mangoulène Nialor - Mangoulène Oubème - Niassarang - Ousseuk - Petit Koulaye - Piran - Sandougou - Soutou - Takème - Tao - Tendième - Tendimane - Tenghory - Tenghory Transgambienne - Thiangouth |